# Avensan
Avensan egy francia település Gironde megyében az Aquitania régióban. Lakosainak száma 3108 fő (2022. január 1.).

## Adminisztráció
Polgármesterek:
- 2001–2008 Claude Blanc
- 2008–2014 Michael Travers
- 2014–2020 Patrick Baudin

## Demográfia
| Lakosok száma | 962  | 1592 | 1620 | 2052 | 2639 | 2857 | 2953 | 3018 | 3049 | 3108 |
|               | 1968 | 1982 | 1990 | 2006 | 2013 | 2015 | 2017 | 2019 | 2020 | 2022 |

## Látnivalók
- Saint Pierre román kori templom
- X. századi kastélyok.

## Testvérvárosok
- Spanyolország Castrillo de Murcia 1992-től